# Dicranomyia hudsoni
Dicranomyia hudsoni là một loài ruồi trong họ Limoniidae. Chúng phân bố ở miền Australasia.